# Pablo Corral
Pablo Ignacio Corral Mondaca (Ovalle, Chile, 16 de enero de 1992) es un futbolista chileno. Juega como Mediocampista en Trasandino de la Segunda División Profesional de Chile.

## Trayectoria

### Universidad Católica
Llegó al club en el año 2005 para sumarse a sus divisiones menores, y debutó en el primer equipo en 2011, jugando 60 minutos ante O'Higgins. Además, participó en algunos partidos de la Copa Chile de aquel año, en donde la UC se coronó campeón.

### Enviado a préstamo a diversos clubes
El siguiente año comienza una etapa de su carrera en donde fue enviado a préstamo a varios clubes del fútbol nacional y de diversas categorías, comenzando por Deportes La Serena, y continuando en Deportes Puerto Montt y Naval de Talcahuano. En Puerto Montt obtuvo el título de la Segunda División Profesional 2014-15, siendo una de las figuras del plantel, anotando dos goles en el partido final ante San Antonio Unido.
Ya estando libre de Universidad Católica, fichó en San Marcos de Arica, Deportes Antofagasta y Deportes Iquique, pero sin sobresalir en ambos clubes. En 2020 firmó con Curicó Unido. En julio de 2022, firmó con Santiago Wanderers.

## Estadísticas
| Club | Div           | Temporada     | Liga  | Liga  | Copas nacionales(1) | Copas nacionales(1) | Torneos internacionales(2) | Torneos internacionales(2) | Total | Total |
| Club | Div           | Temporada     | Part. | Goles | Part.               | Goles               | Part.                      | Goles                      | Part. | Goles |
| --- | ------------- | ------------- | ----- | ----- | ------------------- | ------------------- | -------------------------- | -------------------------- | ----- | ----- |
| Universidad Católica · Chile                                                                                         | 1ª            | 2011          | 1     | 0     | 3                   | 0                   | 1                          | 0                          | 5     | 0     |
| Universidad Católica · Chile                                                                                         | Total club    | Total club    | 1     | 0     | 3                   | 0                   | 1                          | 0                          | 5     | 0     |
| Deportes La Serena · Chile                                                                                           | 1ª            | 2012          | 5     | 0     | 2                   | 0                   | —                          | —                          | 7     | 0     |
| Deportes La Serena · Chile                                                                                           | Total club    | Total club    | 5     | 0     | 2                   | 0                   | 0                          | 0                          | 7     | 0     |
| Deportes Puerto Montt · Chile                                                                                        | 3ª            | 2013          | 3     | 0     | —                   | —                   | —                          | —                          | 3     | 0     |
| Deportes Puerto Montt · Chile                                                                                        | 3ª            | 2014-15       | 30    | 6     | —                   | —                   | —                          | —                          | 30    | 6     |
| Deportes Puerto Montt · Chile                                                                                        | Total club    | Total club    | 33    | 6     | 0                   | 0                   | 0                          | 0                          | 33    | 6     |
| Naval · Chile | 2ª            | 2013-14       | 25    | 1     | 5                   | 0                   | —                          | —                          | 30    | 1     |
| Naval · Chile | Total club    | Total club    | 25    | 1     | 5                   | 0                   | 0                          | 0                          | 30    | 1     |
| San Marcos de Arica · Chile                                                                                          | 1ª            | 2015-16       | 23    | 5     | 6                   | 1                   | —                          | —                          | 29    | 6     |
| San Marcos de Arica · Chile                                                                                          | Total club    | Total club    | 23    | 5     | 6                   | 1                   | 0                          | 0                          | 29    | 6     |
| Deportes Antofagasta · Chile                                                                                         | 1ª            | 2016-17       | 11    | 2     | 2                   | 1                   | —                          | —                          | 13    | 3     |
| Deportes Antofagasta · Chile                                                                                         | 1ª            | 2017          | 8     | 0     | 8                   | 3                   | —                          | —                          | 16    | 3     |
| Deportes Antofagasta · Chile                                                                                         | Total club    | Total club    | 19    | 2     | 10                  | 4                   | 0                          | 0                          | 29    | 6     |
| Total carrera | Total carrera | Total carrera | 106   | 14    | 26                  | 5                   | 1                          | 0                          | 133   | 19    |
| (1) Incluye datos de Copa Chile. (2) Incluye datos de Copa Libertadores. (3) No incluye goles en partidos amistosos. |               |               |       |       |                     |                     |                            |                            |       |       |

## Palmarés

### Campeonatos nacionales
| Título                       | Equipo                    | País  | Año     |
| ---------------------------- | ------------------------- | ----- | ------- |
| Copa Chile                   | C.D. Universidad Católica | Chile | 2011    |
| Segunda División Profesional | Deportes Puerto Montt     | Chile | 2014-15 |